# Ed Roberts
Henry Edward "Ed" Roberts (13. september 1941 – 1. april 2010) var en amerikansk ingeniør, iværksætter og læge, der i 1975 udviklede Altair 8800, den første egentlige personlige computer.

## Biografi
Ed Roberts havde fra han var barn været interesseret i elektronik, og skønt han havde planer om at læse medicin, kom han alligevel til at læse ingeniørvidenskab i begyndelsen af 1960'erne. Da hans kone blev gravid, måtte han i første omgang afbryde uddannelsen af økonomiske årsager. Han fik dog et militært stipendium, der gjorde det muligt at genoptage studiet på lidt bedre økonomiske vilkår, samtidig med at han havde en række jobs. Han afsluttede uddannelsen i 1968 og fik i første omgang arbejde på et våbenlaboratorium.
Her mødte Roberts nogle folk, der lige som han selv var interesseret i raketter, og de besluttede sig for at danne et firma, der producerede udstyr til andre raketinteresserede amatører. Firmaet hed Micro Instrumentation and Telemetry Systems (MITS). I dette firma kom Roberts snart til at interessere sig for programmerbare regnemaskiner, og firmaet udviklede en sådan maskine til salg fra 1972. Der var imidlertid mange andre firmaer på det samme marked, og MITS kom i alvorlige økonomiske problemer på grund af den hårde konkurrence.
Roberts var nu interesseret i at skabe mere avancerede maskiner, og da Intel i 1974 lancerede Intel 8080-processoren, fandt han, at den ville passe fortrinligt til et computersystem. Han fik skaffet den økonomiske baggrund for udviklingen, og da også tidsskriftet Popular Electronics blev interesseret i sagen, så Altair 8800 dagens lys omkring årsskiftet 1974-75. Popular Electronics' omtale af maskinen gav så stor en efterspørgsel, at den forventede afsætning på 200 maskiner blev overgået i uhørt omfang: I august 1975 var der solgt 5000 Altair 8800.
Blandt de folk, der blev interesseret i Altair 8800, var Harvard University-studenten Bill Gates og Paul Allen, der var ansat ved Honeywell. Disse to havde arbejdet med BASIC-sproget og så muligheder for at implementere en fortolker hertil på Altair 8800. Roberts var interesseret i ideen og tilbød de to unge mænd job hos MITS. Med BASIC fik Altair 8800 en yderligere konkurrencemæssig fordel, og firmaet fik succes. I 1976 havde MITS 230 ansatte og en omsætning på $6 millioner. Ed Roberts var imidlertid blevet træt af at lede firmaet, og det blev solgt til Pertec Computer i 1977, hvilket indbragte Roberts $2 millioner. 
Som en del af handelen indvilligede Roberts i ikke at arbejde med elektronik fremover, og han blev nu fritidslandmand samtidig med, at han etablerede et softwarefirma i Georgia. Hans ungdoms drøm om at blive læge kom frem i lyset igen, da der blev indviet et medicinsk fakultet på det nærliggende universitet, og han blev indskrevet på studiet i 1982. I 1986 blev han kandidat, og nogle år senere fik han en privatpraksis, som han passede, til han i oktober 2009 blev indlagt på hospital på grund af den lungesygdom, der endte med at koste ham livet.